# Manchester (Minnesota)
Manchester es una ciudad ubicada en el condado de Freeborn en el estado estadounidense de Minnesota. En el Censo de 2010 tenía una población de 57 habitantes y una densidad poblacional de 250,09 personas por km².

## Geografía
Manchester se encuentra ubicada en las coordenadas 43°43′32″N 93°27′4″O / 43.72556, -93.45111. Según la Oficina del Censo de los Estados Unidos, Manchester tiene una superficie total de 0.23 km², de la cual 0.23 km² corresponden a tierra firme y (0%) 0 km² es agua.

## Demografía
Según el censo de 2010, había 57 personas residiendo en Manchester. La densidad de población era de 250,09 hab./km². De los 57 habitantes, Manchester estaba compuesto por el 100% blancos, el 0% eran afroamericanos, el 0% eran amerindios, el 0% eran asiáticos, el 0% eran isleños del Pacífico, el 0% eran de otras razas y el 0% pertenecían a dos o más razas. Del total de la población el 1.75% eran hispanos o latinos de cualquier raza.